# Aeropuerto de Oporto-Francisco Sá Carneiro
El Aeropuerto Francisco Sá Carneiro de Oporto (en portugués: Aeroporto Internacional Dr. Francisco de Sá Carneiro) (IATA: OPO, OACI: LPPR), también conocido como Aeropuerto de Oporto o Aeropuerto de Pedras Rubras, está ubicado a aproximadamente 12 kilómetros al norte del centro de la ciudad de Oporto (Portugal). Es el mayor aeropuerto en extensión y tráfico del noroeste Peninsular y el segundo de mayor tráfico de Portugal tras el Aeropuerto de Lisboa.
Su nombre se debe al político portugués Francisco de Sá Carneiro, que murió en un accidente de avión cuando se dirigía a este mismo aeropuerto.
En 2019 el aeropuerto tuvo un tráfico de 13.112.453 pasajeros (+10%). Mientras que en 2018 registró un tráfico de 11.941.218 pasajeros.

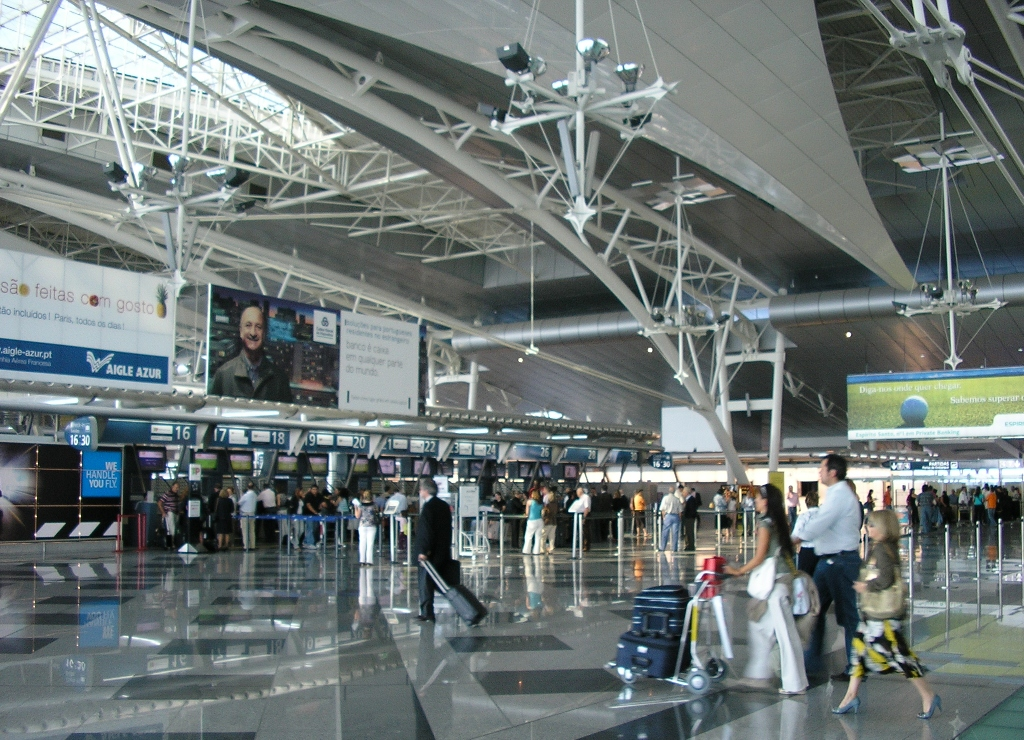

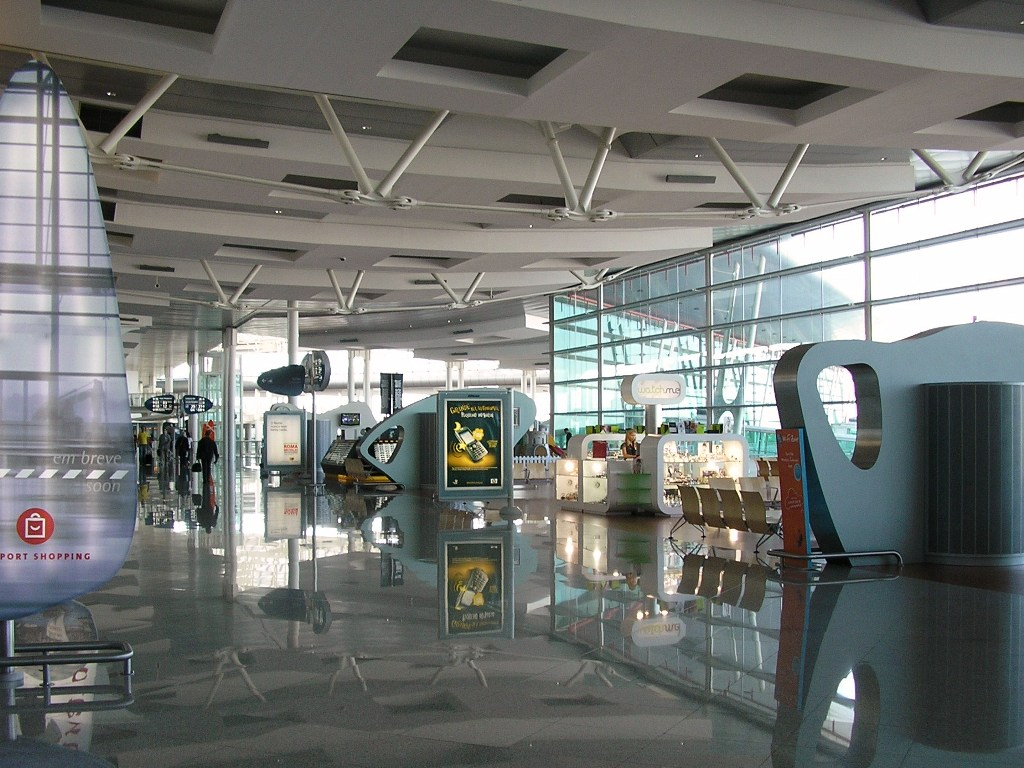

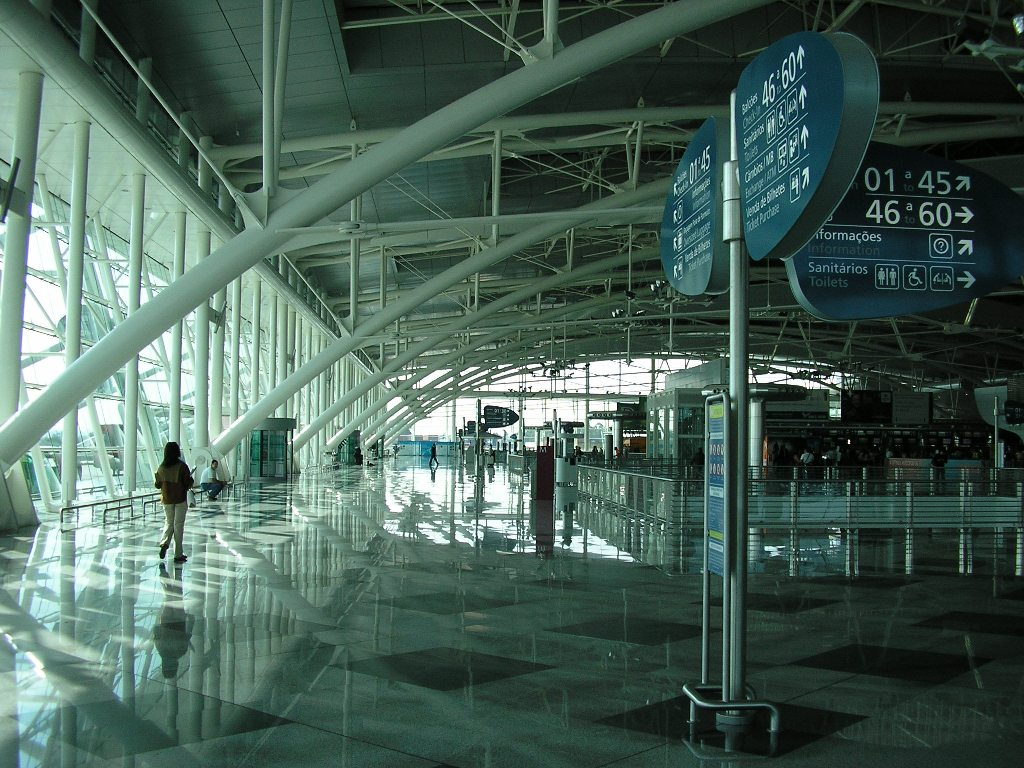

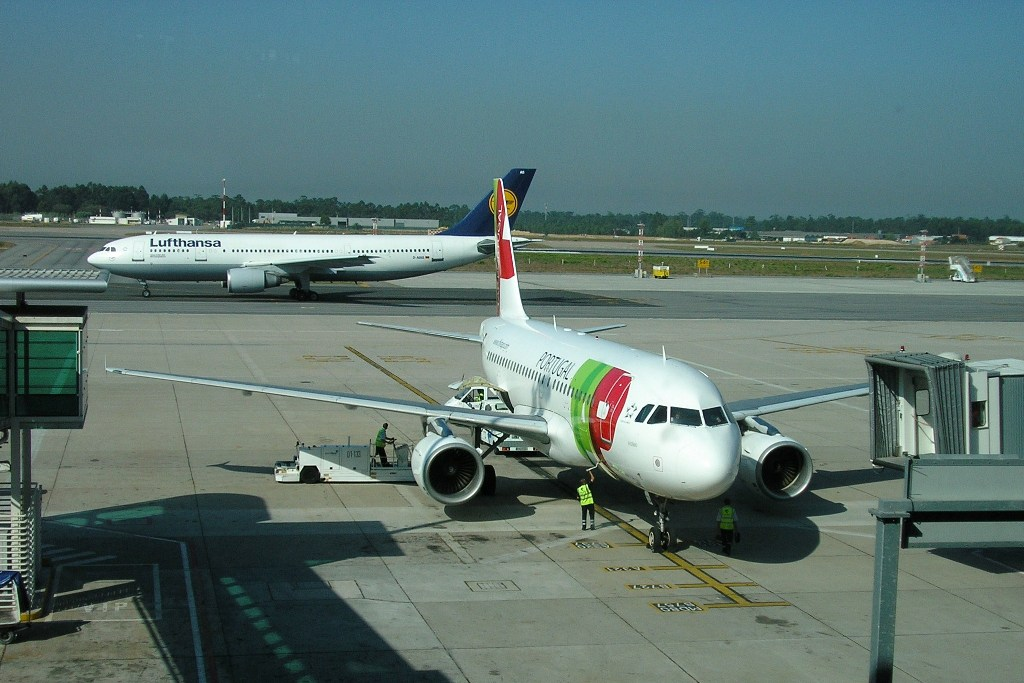

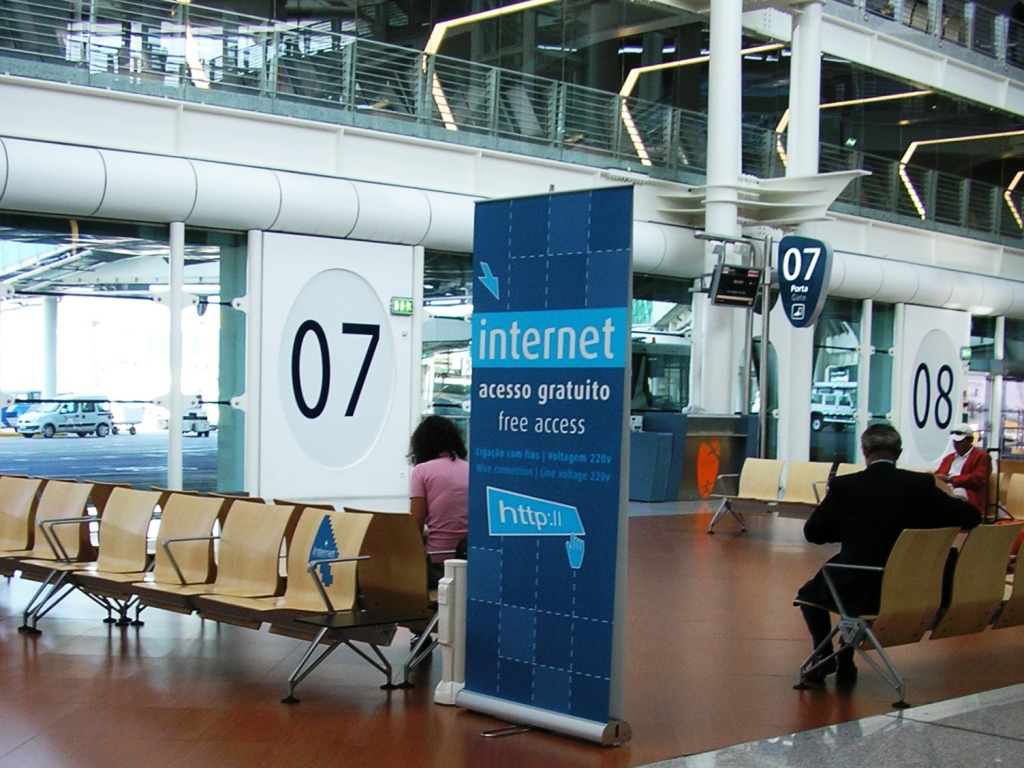

## Aerolíneas y destinos
Los destinos de vuelos internacionales más populares desde Oporto son París, Madrid y Ginebra.
Las siguientes aerolíneas operan desde el Aeropuerto de Oporto-Francisco Sá Carneiro:

### Destinos nacionales
| Ciudad             | Nombre del aeropuerto                       | Aerolíneas                                               | Aeronaves      | Frecuencias semanales |
| Portugal           | Portugal                                    | Portugal                                                 | Portugal       | Portugal              |
| ------------------ | ------------------------------------------- | -------------------------------------------------------- | -------------- | --------------------- |
| Azores             |                                             |                                                          |                |                       |
| Ponta Delgada      | Aeropuerto de Ponta Delgada - João Paulo II | Azores Airlines / Ryanair                                | A32x B737      |                       |
| Terceira           | Aeropuerto de Lajes                         | Azores Airlines / Ryanair                                | A32x B737      |                       |
| Distrito de Faro   |                                             |                                                          |                |                       |
| Faro               | Aeropuerto de Faro                          | Ryanair                                                  | B737           |                       |
| Distrito de Lisboa |                                             |                                                          |                |                       |
| Lisboa             | Aeropuerto Humberto Delgado                 | TAP Air Portugal                                         | A3xx           |                       |
| Madeira            |                                             |                                                          |                |                       |
| Funchal            | Aeropuerto de Madeira                       | easyJet / Ryanair / TAP Air Portugal                     | A3xx B737 A3xx |                       |
| Porto Santo        | Aeropuerto de Porto Santo                   | Air Horizont (Chárter Estacional) / easyJet (Estacional) | B737-400 A3xx  |                       |

### Destinos internacionales
| Angola                    |                                                     |                                                                                           |
| Luanda                    | Aeropuerto Internacional Quatro de Fevereiro        | TAP Portugal                                                                              |
| Cabo Verde                |                                                     |                                                                                           |
| Boa Vista                 | Aeropuerto Internacional Aristides Pereira          | SkyUp Airlines (Chárter Estacional)                                                       |
| Sal                       | Aeropuerto Internacional Amílcar Cabral             | easyJet / SkyUp Airlines (Chárter Estacional)                                             |
| Marruecos                 |                                                     |                                                                                           |
| Casablanca                | Aeropuerto Internacional Mohammed V                 | Royal Air Maroc                                                                           |
| Agadir                    | Aeropuerto de Agadir-Al Massira                     | Ryanair (Estacional)                                                                      |
| Marrakech                 | Aeropuerto de Marrakech                             | easyJet (Estacional) / Ryanair                                                            |
| Tánger                    | Aeropuerto de Tánger-Ibn Battuta                    | Ryanair (Estacional)                                                                      |
| Uchda                     | Aeropuerto de Uchda Angads                          | Air Horizont (Chárter Estacional)                                                         |
| Túnez                     |                                                     |                                                                                           |
| Enfidha                   | Aeropuerto Internacional de Enfidha-Hammamet        | Air Horizont (Chárter Estacional)                                                         |
| Monastir                  | Aeropuerto Internacional de Monastir-Habib Burguiba | Nouvelair (Chárter Estacional)                                                            |
| Yerba                     | Aeropuerto Internacional de Yerba-Zarzis            | Nouvelair (Chárter Estacional)                                                            |
| Norteamérica              |                                                     |                                                                                           |
| Canadá                    |                                                     |                                                                                           |
| Montreal                  | Aeropuerto Internacional Pierre Elliott Trudeau     | Air Canada (Estacional) (inicia el 4 de junio de 2025) / Air Transat                      |
| Toronto                   | Aeropuerto Internacional Toronto Pearson            | Air Transat                                                                               |
| Estados Unidos            |                                                     |                                                                                           |
| Boston                    | Aeropuerto de Boston                                | TAP Air Portugal (Estacional) (inicia el 14 de mayo de 2025)                              |
| Newark                    | Aeropuerto Internacional Libertad de Newark         | TAP Air Portugal / United Airlines (Estacional)                                           |
| Suramérica                |                                                     |                                                                                           |
| Brasil                    |                                                     |                                                                                           |
| Campinas                  | Aeropuerto Internacional de Campinas                | Azul Líneas Aéreas                                                                        |
| Recife                    | Aeropuerto Internacional de Recife                  | Azul Líneas Aéreas                                                                        |
| Río de Janeiro            | Aeropuerto Internacional de Galeão                  | TAP Air Portugal                                                                          |
| São Paulo                 | Aeropuerto Internacional de Guarulhos               | TAP Air Portugal                                                                          |
| Asia                      |                                                     |                                                                                           |
| Israel                    |                                                     |                                                                                           |
| Tel Aviv                  | Aeropuerto Internacional Ben Gurión                 | El Al                                                                                     |
| Europa                    |                                                     |                                                                                           |
| Albania                   |                                                     |                                                                                           |
| Tirana                    | Aeropuerto Internacional Madre Teresa               | Air Albania (Chárter Estacional)                                                          |
| Alemania                  |                                                     |                                                                                           |
| Berlín                    | Aeropuerto de Berlín-Brandeburgo                    | easyJet (Estacional) / Eurowings (Estacional) / Ryanair                                   |
| Colonia                   | Aeropuerto de Colonia/Bonn                          | Ryanair                                                                                   |
| Düsseldorf                | Aeropuerto de Düsseldorf                            | Eurowings (Estacional)                                                                    |
| Fráncfort del Meno        | Aeropuerto Internacional de Frankfurt               | Lufthansa                                                                                 |
| Hahn                      | Aeropuerto de Frankfurt-Hahn                        | Ryanair                                                                                   |
| Hamburgo                  | Aeropuerto de Hamburgo                              | Ryanair                                                                                   |
| Karlsruhe                 | Aeropuerto de Karlsruhe-Baden Baden                 | Ryanair                                                                                   |
| Memmingen                 | Aeropuerto de Memmingen                             | Ryanair                                                                                   |
| Múnich                    | Aeropuerto Internacional Franz Josef Strauss        | Lufthansa                                                                                 |
| Núremberg                 | Aeropuerto de Núremberg                             | Ryanair (Estacional)                                                                      |
| Stuttgart                 | Aeropuerto de Stuttgart                             | Eurowings (Estacional)                                                                    |
| Weeze                     | Aeropuerto de Baja Renania                          | Ryanair                                                                                   |
| Austria                   |                                                     |                                                                                           |
| Viena                     | Aeropuerto Internacional de Viena                   | Austrian Airlines (Estacional) / Ryanair                                                  |
| Bélgica                   |                                                     |                                                                                           |
| Bruselas                  | Aeropuerto de Bruselas-National                     | Brussels Airlines / Ryanair                                                               |
| Charleroi                 | Aeropuerto de Charleroi-Bruselas Sur                | Ryanair                                                                                   |
| Dinamarca                 |                                                     |                                                                                           |
| Billund                   | Aeropuerto de Billund                               | Ryanair (Estacional)                                                                      |
| Copenhague                | Aeropuerto de Copenhague-Kastrup                    | Ryanair / Norwegian Air Shuttle (Estacional) / Scandinavian Airlines Systems (Estacional) |
| España                    |                                                     |                                                                                           |
| Alicante                  | Aeropuerto de Alicante-Elche                        | Ryanair                                                                                   |
| Barcelona                 | Aeropuerto Josep Tarradellas Barcelona-El Prat      | Ryanair / Vueling                                                                         |
| Bilbao                    | Aeropuerto de Bilbao                                | Volotea (Estacional) / Vueling (Estacional)                                               |
| Castellón de la Plana     | Aeropuerto de Castellón-Costa Azahar                | Ryanair (Estacional)                                                                      |
| Ibiza                     | Aeropuerto de Ibiza                                 | easyJet (Estacional) / Ryanair (Estacional) / Vueling (Estacional)                        |
| León                      | Aeropuerto de León                                  | Iberia (Estacional)                                                                       |
| Madrid                    | Aeropuerto Adolfo Suárez Madrid-Barajas             | Air Europa / Iberia / Ryanair                                                             |
| Málaga                    | Aeropuerto de Málaga-Costa del Sol                  | Ryanair                                                                                   |
| Menorca                   | Aeropuerto de Menorca                               | easyJet (Estacional)                                                                      |
| Palma de Mallorca         | Aeropuerto de Palma de Mallorca                     | easyJet (Estacional) / Ryanair (Estacional)                                               |
| Sevilla                   | Aeropuerto de Sevilla                               | Ryanair                                                                                   |
| Tenerife                  | Aeropuerto de Tenerife Sur                          | Ryanair (Estacional)                                                                      |
| Valencia                  | Aeropuerto de Valencia                              | Ryanair                                                                                   |
| Francia                   |                                                     |                                                                                           |
| Beauvais                  | Aeropuerto de Beauvais-Tillé                        | Ryanair                                                                                   |
| Brest                     | Aeropuerto de Brest-Bretagne                        | Transavia (Estacional)                                                                    |
| Brive-la-Gaillarde        | Aeropuerto de Brive-Souillac                        | Ryanair                                                                                   |
| Burdeos                   | Aeropuerto de Burdeos-Mérignac                      | easyJet / Transavia                                                                       |
| Carcasona                 | Aeropuerto de Carcasona                             | Ryanair (Estacional)                                                                      |
| Châlons-en-Champagne      | Aeropuerto de Châlons-Vatry                         | Ryanair                                                                                   |
| Clermont-Ferrand          | Aeropuerto de Clermont-Ferrand/Auvergne             | Ryanair                                                                                   |
| Dole                      | Aeropuerto de Dole-Jura                             | Ryanair                                                                                   |
| Estrasburgo               | Aeropuerto de Estrasburgo                           | Ryanair                                                                                   |
| La Rochelle               | Aeropuerto de La Rochelle                           | Ryanair                                                                                   |
| Nimes                     | Aeropuerto de Nimes–Alès–Camargue–Cévennes          | Ryanair                                                                                   |
| Lille                     | Aeropuerto de Lille-Lesquin                         | Ryanair                                                                                   |
| Lyon                      | Aeropuerto de Lyon                                  | easyJet / Transavia / Volotea (Estacional)                                                |
| Marsella                  | Aeropuerto de Marsella-Provenza                     | Ryanair                                                                                   |
| Nantes                    | Aeropuerto de Nantes Atlantique                     | easyJet / Transavia / Volotea                                                             |
| Niza                      | Aeropuerto de Niza-Costa Azul                       | easyJet                                                                                   |
| París                     | Aeropuerto de París-Charles de Gaulle               | Air France / easyJet (Estacional)                                                         |
| París                     | Aeropuerto de París-Orly                            | easyJet / TAP Air Portugal / Transavia / Vueling                                          |
| Toulouse                  | Aeropuerto de Toulouse-Blagnac                      | easyJet / Ryanair                                                                         |
| Tours                     | Aeropuerto de Tours Val de Loire                    | Ryanair                                                                                   |
| Grecia                    |                                                     |                                                                                           |
| Atenas                    | Aeropuerto de Atenas                                | Aegean Airlines (Estacional)                                                              |
| Hungría                   |                                                     |                                                                                           |
| Budapest                  | Aeropuerto de Budapest-Ferenc Liszt                 | Ryanair                                                                                   |
| Irlanda                   |                                                     |                                                                                           |
| Dublín                    | Aeropuerto de Dublín                                | Ryanair                                                                                   |
| Shannon                   | Aeropuerto Internacional de Shannon                 | Ryanair (Estacional)                                                                      |
| Irlanda del Norte         |                                                     |                                                                                           |
| Belfast                   | Aeropuerto Internacional de Belfast                 | Ryanair (Estacional)                                                                      |
| Islandia                  |                                                     |                                                                                           |
| Reikiavik                 | Aeropuerto de Reikiavik                             | Play (Estacional)                                                                         |
| Italia                    |                                                     |                                                                                           |
| Bari                      | Aeropuerto de Bari-Palese                           | Ryanair (Estacional)                                                                      |
| Bolonia                   | Aeropuerto de Bolonia                               | Ryanair                                                                                   |
| Cagliari                  | Aeropuerto de Cagliari-Elmas                        | Ryanair (Estacional)                                                                      |
| Milán                     | Aeropuerto de Milan-Malpensa                        | easyJet / Ryanair                                                                         |
| Milán                     | Aeropuerto de Milán-Bérgamo                         | Ryanair                                                                                   |
| Nápoles                   | Aeropuerto de Nápoles-Capodichino                   | easyJet                                                                                   |
| Palermo                   | Aeropuerto de Palermo-Punta Raisi                   | easyJet (Estacional)                                                                      |
| Pisa                      | Aeropuerto de Pisa                                  | Ryanair                                                                                   |
| Roma                      | Aeropuerto de Roma-Ciampino                         | Ryanair / Wizz Air                                                                        |
| Turín                     | Aeropuerto de Turín-Caselle                         | Ryanair                                                                                   |
| Trapani                   | Aeropuerto de Trapani-Birgi                         | Ryanair (Estacional)                                                                      |
| Treviso                   | Aeropuerto de Sant'Angelo Treviso                   | Ryanair                                                                                   |
| Verona                    | Aeropuerto de Verona-Villafranca                    | Ryanair (Estacional)                                                                      |
| Letonia                   |                                                     |                                                                                           |
| Riga                      | Aeropuerto Internacional de Riga                    | airBaltic (Estacional)                                                                    |
| Luxemburgo                |                                                     |                                                                                           |
| Luxemburgo                | Aeropuerto de Luxemburgo                            | easyJet / Luxair / Ryanair / TAP Air Portugal                                             |
| Malta                     |                                                     |                                                                                           |
| Malta                     | Aeropuerto Internacional de Malta                   | Ryanair                                                                                   |
| Noruega                   |                                                     |                                                                                           |
| Oslo                      | Aeropuerto de Oslo-Gardermoen                       | Norwegian Air Shuttle (Estacional)                                                        |
| Países Bajos              |                                                     |                                                                                           |
| Ámsterdam                 | Aeropuerto de Ámsterdam-Schiphol                    | KLM / Transavia                                                                           |
| Eindhoven                 | Aeropuerto de Eindhoven                             | Ryanair                                                                                   |
| Maastricht                | Aeropuerto de Maastricht Aquisgrán                  | Ryanair (Estacional)                                                                      |
| Polonia                   |                                                     |                                                                                           |
| Breslavia                 | Aeropuerto de Breslavia-Copérnico                   | Ryanair                                                                                   |
| Cracovia                  | Aeropuerto de Cracovia                              | Ryanair                                                                                   |
| Varsovia                  | Aeropuerto de Varsovia-Chopin                       | Wizz Air (Estacional)                                                                     |
| Varsovia                  | Aeropuerto de Varsovia-Modlin                       | Ryanair (Estacional)                                                                      |
| Reino Unido               |                                                     |                                                                                           |
| Birmingham                | Aeropuerto de Birmingham                            | Jet2.com (Estacional) (inicia el 27 de marzo de 2025) / Ryanair                           |
| Brístol                   | Aeropuerto de Brístol                               | easyJet / Ryanair                                                                         |
| Edimburgo                 | Aeropuerto de Edimburgo                             | Ryanair                                                                                   |
| Glasgow                   | Aeropuerto Internacional de Glasgow                 | easyJet (Estacional)                                                                      |
| Leeds                     | Aeropuerto Internacional de Leeds Bradford          | Ryanair (Estacional)                                                                      |
| Liverpool                 | Aeropuerto de Liverpool-John Lennon                 | Ryanair (Estacional)                                                                      |
| Londres                   | Aeropuerto de Londres-Gatwick                       | British Airways / easyJet / TAP Air Portugal                                              |
| Londres                   | Aeropuerto de Londres-Luton                         | easyJet                                                                                   |
| Londres                   | Aeropuerto de Londres-Stansted                      | Ryanair                                                                                   |
| Mánchester                | Aeropuerto de Mánchester                            | easyJet (Estacional) / Jet2.com (Estacional) / Ryanair                                    |
| Newcastle upon Tyne       | Aeropuerto de Newcastle upon Tyne                   | Jet2.com (Estacional) (inicia el 22 de mayo de 2026)                                      |
| República Checa           |                                                     |                                                                                           |
| Praga                     | Aeropuerto de Praga-Václav Havel                    | easyJet                                                                                   |
| Serbia                    |                                                     |                                                                                           |
| Belgrado                  | Aeropuerto de Belgrado-Nikola Tesla                 | Air Serbia                                                                                |
| Suecia                    |                                                     |                                                                                           |
| Estocolmo                 | Aeropuerto de Estocolmo-Arlanda                     | Norwegian Air Shuttle (Estacional) (inicia el 4 de junio de 2025) / Ryanair               |
| Suiza                     |                                                     |                                                                                           |
| Ginebra                   | Aeropuerto de Ginebra                               | easyJet / Swiss / TAP Air Portugal                                                        |
| Zúrich                    | Aeropuerto de Zúrich                                | easyJet / Swiss / TAP Air Portugal                                                        |
| Suiza Francia Alemania    |                                                     |                                                                                           |
| Basilea/Mulhouse/Friburgo | Aeropuerto de Basilea-Mulhouse-Friburgo             | easyJet                                                                                   |
| Turquía                   |                                                     |                                                                                           |
| Estambul                  | Aeropuerto de Estambul                              | Turkish Airlines                                                                          |

## Tráfico y estadísticas

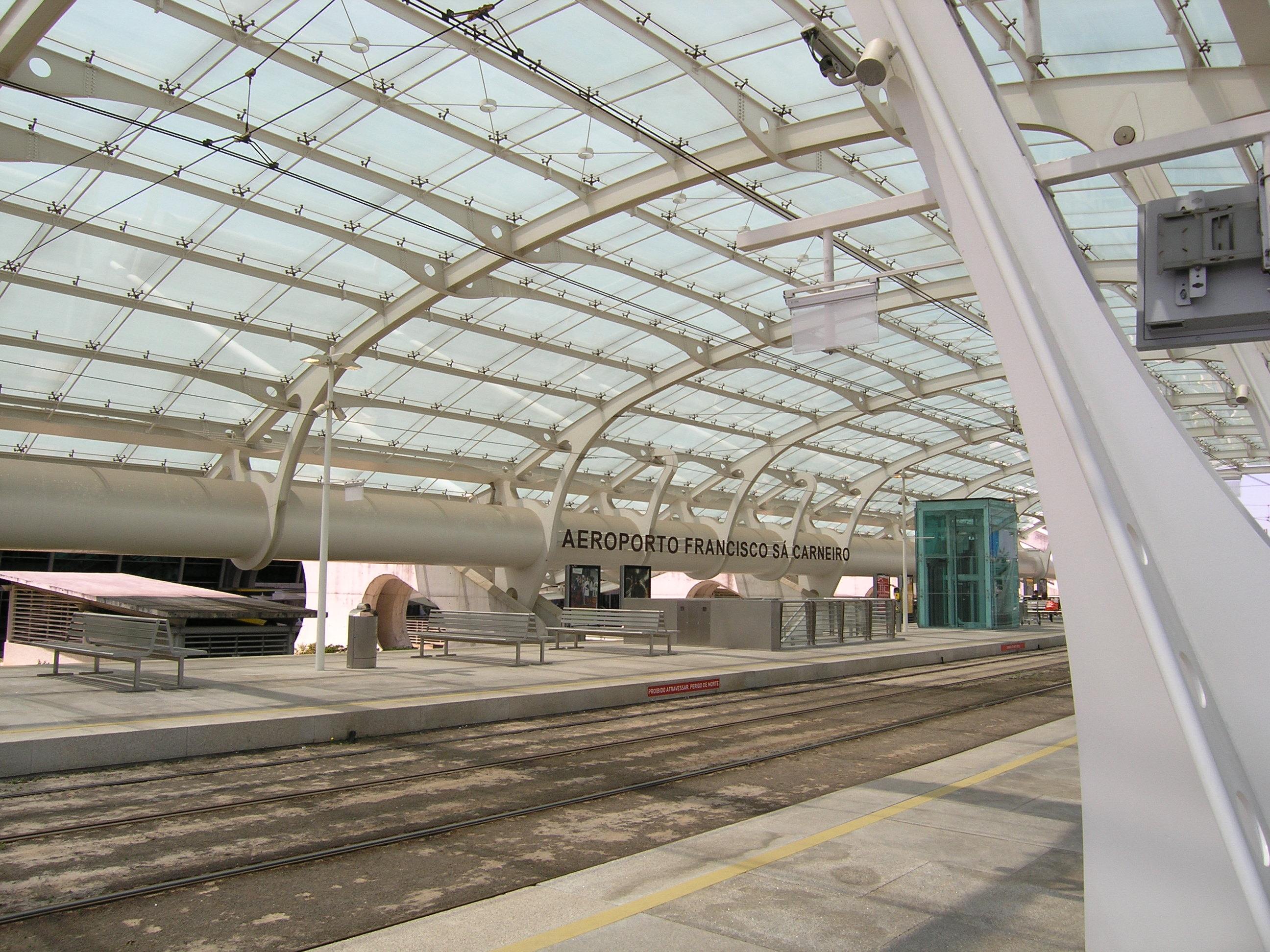
Estación del metro

Mapa del Metro de Oporto

### El número de pasajeros
Ver fuente y consulta Wikidata.
| Año  | Vuelos        | Total Pasajeros   | Carga (Ton.)   |
| ---- | ------------- | ----------------- | -------------- |
| 2015 | 69.399()      | 8.088.623(16,3%)  | 34.081,60()    |
| 2011 | 60.070 (8,4%) | 6.003.408 (13,7%) | 34.077 (3,4%)  |
| 2010 | 55.432 (6,2%) | 5.283.361 (17,2%) | 35.283 (8,9%)  |
| 2009 | 54.107 (6,9%) | 4.509.350 (0,6%)  | 32.392 (11,6%) |
| 2008 | 58.135 (8,8%) | 4.535.813 (13,7%) | 36.646 (1,4%)  |
| 2007 | 53.411 (8,5%) | 3.988.388 (17,1%) | 36.146 (4,1%)  |
| 2006 | 47.067 (5,2%) | 3.402.816 (9,5%)  | 37.519 (37,2%) |

### Estadísticas de la Ruta
| Puesto | Destino                 | Pasajeros | Compañías Aéreas                           | Var%p. 11/10 |
| ------ | ----------------------- | --------- | ------------------------------------------ | ------------ |
| 1      | Paris-Orly              | 556.533   | Aigle-Azur, TAP Air Portugal, Transavia    | 7.3% (1º)    |
| 2      | Madrid-Barajas          | 443.197   | Air Nostrum LAM, Ryanair, TAP Air Portugal | 8.0% (2º)    |
| 3      | Lisboa                  | 418.994   | TAP Air Portugal, Ryanair                  | - 6.6% (3º)  |
| 4      | Ginebra                 | 374.486   | EasyJet, TAP Air Portugal                  | 15.8% (4º)   |
| 5      | Fráncfort               | 305.415   | Lufthansa                                  | 6.6% (5º)    |
| 6      | Barcelona               | 292.522   | Ryanair, TAP Air Portugal                  | 171.0% (14º) |
| 7      | Londres-Gatwick         | 251.056   | EasyJet                                    | 17.6% (8º)   |
| 8      | Funchal                 | 237.325   | Transavia                                  | 8.1% (6º)    |
| 9      | Beauvais-Tillé          | 235.167   | Ryanair                                    | 9.6% (7º)    |
| 10     | Londres-Stansted        | 205.161   | Ryanair                                    | 5.4% (9º)    |
| 11     | Frankfurt Hahn          | 143.089   | Ryanair                                    | 21.0% (11º)  |
| 12     | Paris Charles de Gaulle | 139.626   | EasyJet, TAP Air Portugal                  | -1.9% (10.º) |
| 13     | Faro                    | 118.648   | Ryanair                                    | 17.0% (12º)  |
| 14     | Milán-Malpensa          | 117.412   | EasyJet, TAP Air Portugal                  | 20.8% (13º)  |
| 15     | Luxemburgo              | 101.813   | Luxair, TAP Air Portugal                   | 8.0% (15º)   |

## Conexiones de transporte público

### Acceso en metro
La Línea  del Metro de Oporto conecta el aeropuerto al centro de la ciudad en unos 15-20min.
Aún no hay conexión de trenes con el Aeropuerto de Oporto, esta línea de metro hace conexión con la Estación de Campanhã de Comboios de Portugal, desde aquí se pueden coger trenes de cercanías hasta Aveiro, Braga, Guimarães y Marco así como con otros destinos nacionales (Coímbra, Lisboa, Faro) e internacionales (Vigo). Estos salen dos veces al día todo los días (7H55 y 17h55). La duración del trayecto es aproximadamente de tres horas y un cuarto.

### Línea E: Estádio do Dragão – Aeroporto
Nombre popular: Línea del Aeropuerto
Tiempo de viaje: 35 min.
Mejor frecuencia: 20 min.
- Estádio do Dragão
- Campanhã
- Heroísmo
- Campo 24 de Agosto
- Bolhão
- Trindade
- Lapa
- Carolina Michaelis
- Casa da Música
- Francos
- Ramalde
- Viso
- Sete Bicas
- Senhora da Hora
- Fonte do Cuco
- Custóias
- Esposade
- Crestins
- Verdes
- Botica
- Aeroporto

### Acceso en autobús
La Línea 601 y 602 de la STCP conecta el aeropuerto al centro (Cordoaria) y la línea 604 conecta el aeropuerto al Hospital de S.João.
También hay autobuses de la compañía de autobuses Autna que salen directamente del aeropuerto hasta Vigo cuatro veces al día durante la semana (9h45, 12h45, 16h45, 19h45) y una vez al día los fines de semana. La duración del trayecto es aproximadamente de dos horas por el precio de 12 euros.

### Acceso en taxi
Los taxis están disponibles en la zona de llegadas. El costo hasta el centro de Oporto es de aproximadamente €20.

## Premios
Aeropuerto de Oporto ha sido reconocido internacionalmente por la calidad de sus instalaciones y su servicio:
- En 2007[5] fue nombrado el mejor aeropuerto de Europa (en términos absolutos) y tercero en todo el mundo en la categoría de menos de 5 millones de pasajeros. La clasificación es la asociación internacional de aeropuertos (ACI - Airports Council International), que mide la calidad de los servicios en 90 aeropuertos de todo el mundo, basado en encuestas de satisfacción de los pasajeros.

- En 2006,[6] 2008[7] y en 2009[8] se clasifica como el tercer mejor aeropuerto de Europa.

- En 2010[9] se clasifica como el segundo mejor aeropuerto de Europa y como el sexto mejor aeropuerto del mundo de hasta 5 millones de pasajeros.